# 성소수자 청정지대

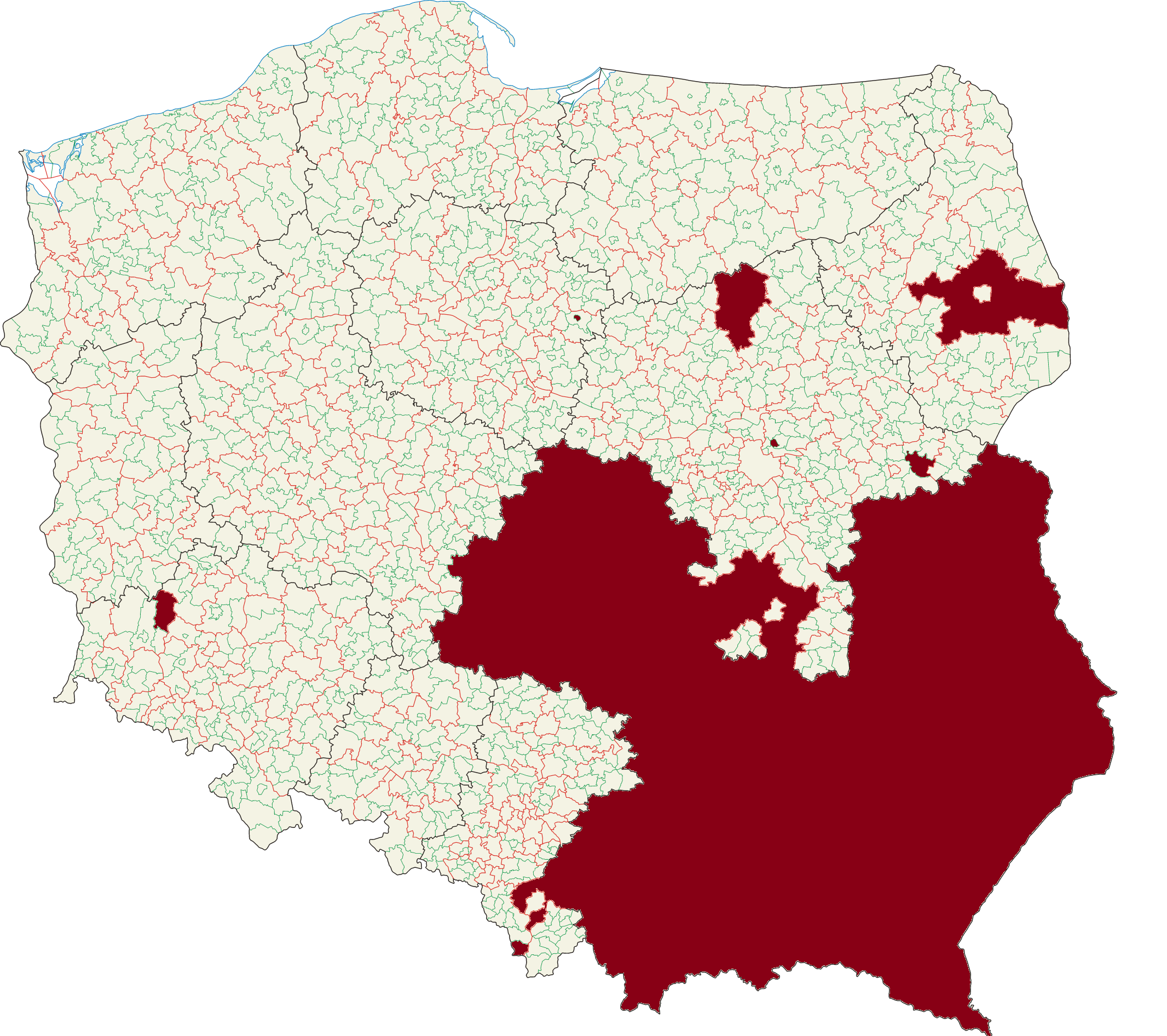
2020년 6월 기준 성소수자 청정지대. 이후 여러 지역에서 반성소수자 결의안이 철회되었다. 현황은 여기서 볼 수 있다.

성소수자 청정지대(폴란드어: Strefy wolne od LGBT)란 폴란드에서 성소수자의 인권을 반대하고 퀴어 퍼레이드를 비롯한 성소수자 행사를 금지한다는 각종 결의안을 통과시킨 지방자치단체들이다. 2020년 6월 기준 성소수자 청정지대였던 지자체는 100개 기초자치단체와 5개 광역자치단체로서, 전국토의 3분의 1에 해당한다. 이 가운데 4개 광역자치단체는 유럽연합이 재정지원 중단을 협박하자 정책을 철회했다.

## 같이 보기
- 젠더론 반대운동
- 백래시 (사회학)
- 모럴 패닉